# Camuflaje de nieve

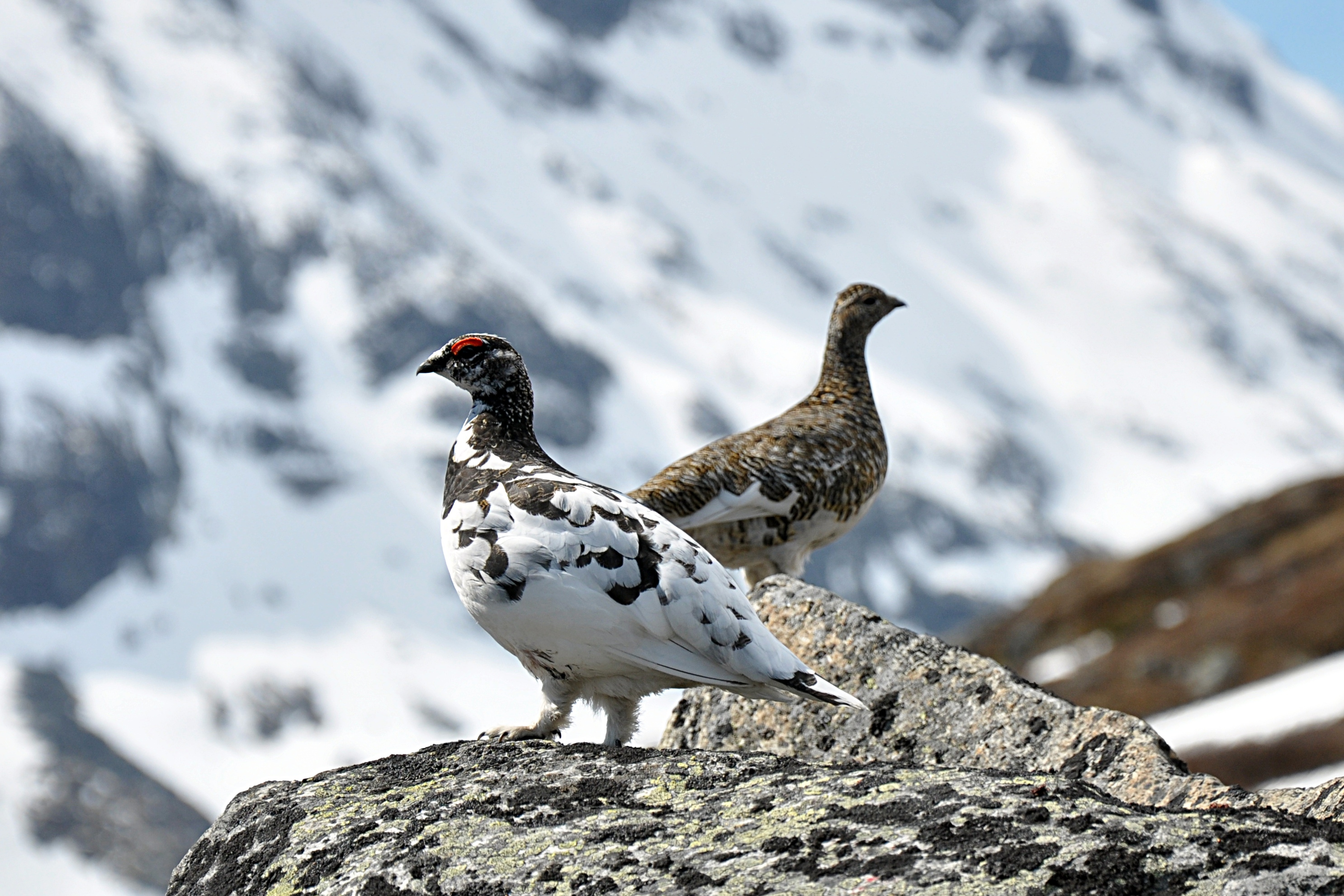
La perdiz nival cambia de color entre el invierno y la primavera, pasando de un plumaje invernal a uno veraniego con un patrón disruptivo que le permite camuflarse. El macho sigue luciendo principalmente el plumaje invernal.

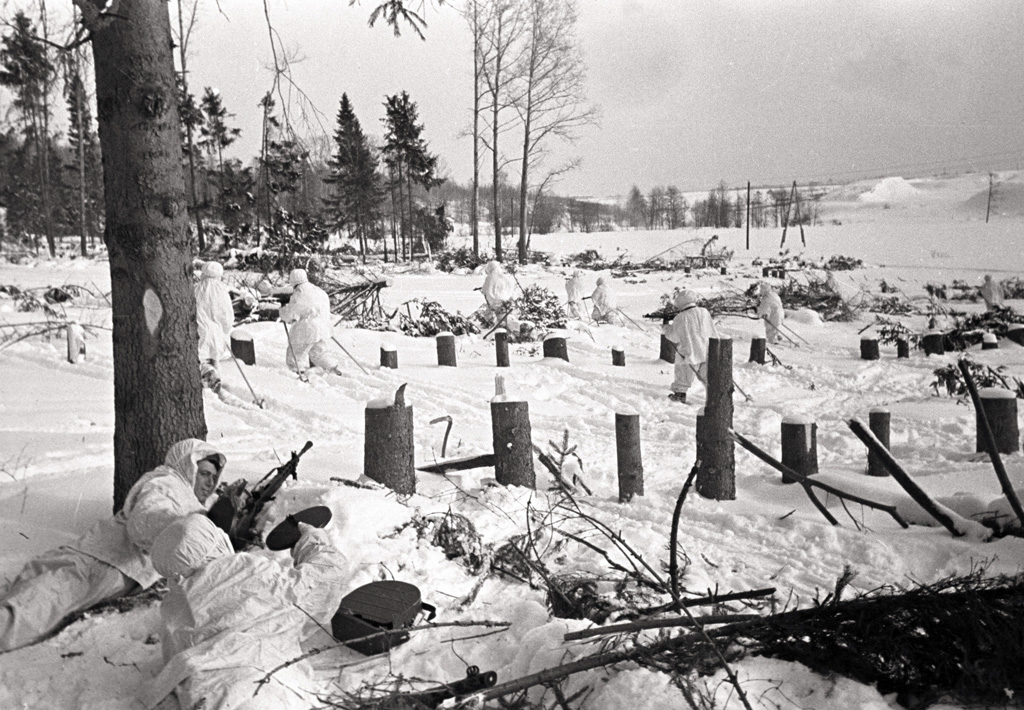
Soldados del Ejército Rojo con camuflaje para la nieve cerca de Moscú, diciembre de 1941. En la imagen aparecen al menos 11 soldados.

El camuflaje de nieve consiste en el uso de una coloración o patrón para lograr un camuflaje eficaz en invierno, a menudo combinado con un camuflaje diferente para el verano. Los patrones de verano suelen ser combinaciones de tonos marrones y grises, hasta el negro, mientras que los patrones de invierno están dominados por el blanco para adaptarse a los paisajes nevados. 
Entre los animales, el camuflaje variable en la nieve es un tipo de polifenismo estacional con un plumaje o pelaje invernal distintivo. Se encuentra en aves como la perdiz nival, lagomorfos como la liebre ártica, mustélidos como el armiño y un cánido, el zorro ártico. Dado que estos han evolucionado por separado, su apariencia similar se debe a la evolución convergente. Esto se utilizó como una de las primeras pruebas de la selección natural. Sin embargo, algunas especies del Ártico, como el búho nival y el oso polar, permanecen blancas durante todo el año.
En el ámbito militar, los soldados suelen cambiar sus uniformes de verano, con patrones disruptivos, por uniformes de camuflaje para la nieve más gruesos, estampados con patrones de camuflaje principalmente blancos en invierno, o bien llevan monos blancos sobre sus uniformes. Algunos ejércitos han utilizado uniformes reversibles, estampados con diferentes patrones estacionales en sus dos lados. Los vehículos y las armas suelen repintarse simplemente de blanco. En ocasiones, también se repintan los aviones con patrones de camuflaje para la nieve.

## Entre los animales

### El blanco como camuflaje

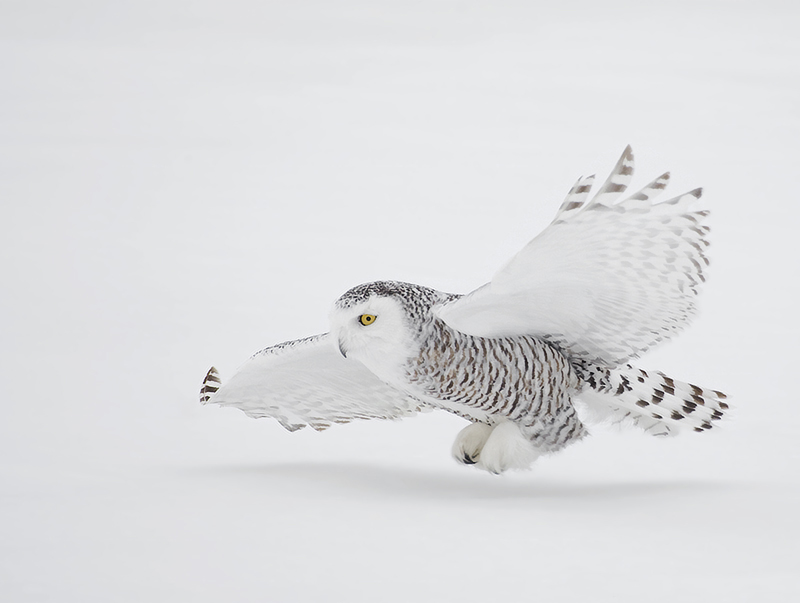
El búho nival permanece blanco durante todo el año.

Charles Darwin mencionó la coloración blanca invernal de la perdiz nival en su obra El origen de las especies, publicada en 1859:

When we see ... the alpine ptarmigan white in winter, the red-grouse the colour of heather, and the black-grouse that of peaty earth, we must believe that these tints are of service to these birds ... in preserving them from danger.
Cuando vemos... la perdiz nival alpina blanca en invierno, el urogallo rojo del color del brezo y el urogallo negro del color de la tierra turba, debemos creer que estos tonos son útiles para estas aves... para protegerlas del peligro.

El color blanco protector de los animales árticos fue observado por uno de los primeros estudiosos del camuflaje, el naturalista Alfred Russel Wallace, en su libro Darwinism, publicado en 1889. En él enumeraba al oso polar, la liebre polar americana, el búho nival y el halcón gerifalte como animales que permanecen blancos todo el año, mientras que el zorro ártico, la liebre ártica, el armiño y la perdiz nival cambian de color, y observaba «la explicación obvia», que era para ocultarse, en una época en la que el darwinismo estaba en declive. Zoólogos posteriores, como Hugh B. Cott, se han hecho eco de sus observaciones, añadiendo que otros animales del Ártico, como el buey almizclero, el alce, el reno, el glotón y el cuervo, nunca se vuelven blancos «ni siquiera en las zonas más frías de su área de distribución». Cott señaló que tanto los animales que cazan, como el oso polar y el armiño, como los animales de presa, como la perdiz nival y la liebre de montaña, necesitan camuflarse para esconderse de sus presas o de sus depredadores, respectivamente. Hay pocas pruebas experimentales que demuestren la capacidad de adaptación del color blanco como camuflaje, aunque el ornitólogo W. L. N. Tickell, al revisar las explicaciones propuestas sobre el plumaje blanco de las aves, escribe que en el caso de la perdiz nival «es difícil escapar a la conclusión de que el plumaje marrón críptico del verano se convierte en un lastre en la nieve y que, por lo tanto, el plumaje blanco es otra adaptación críptica». De todos modos, señala, «a pesar del plumaje invernal, muchas perdices nivales del noreste de Islandia son cazadas por halcones gerifaltes durante todo el invierno».

### Polifenismo estacional

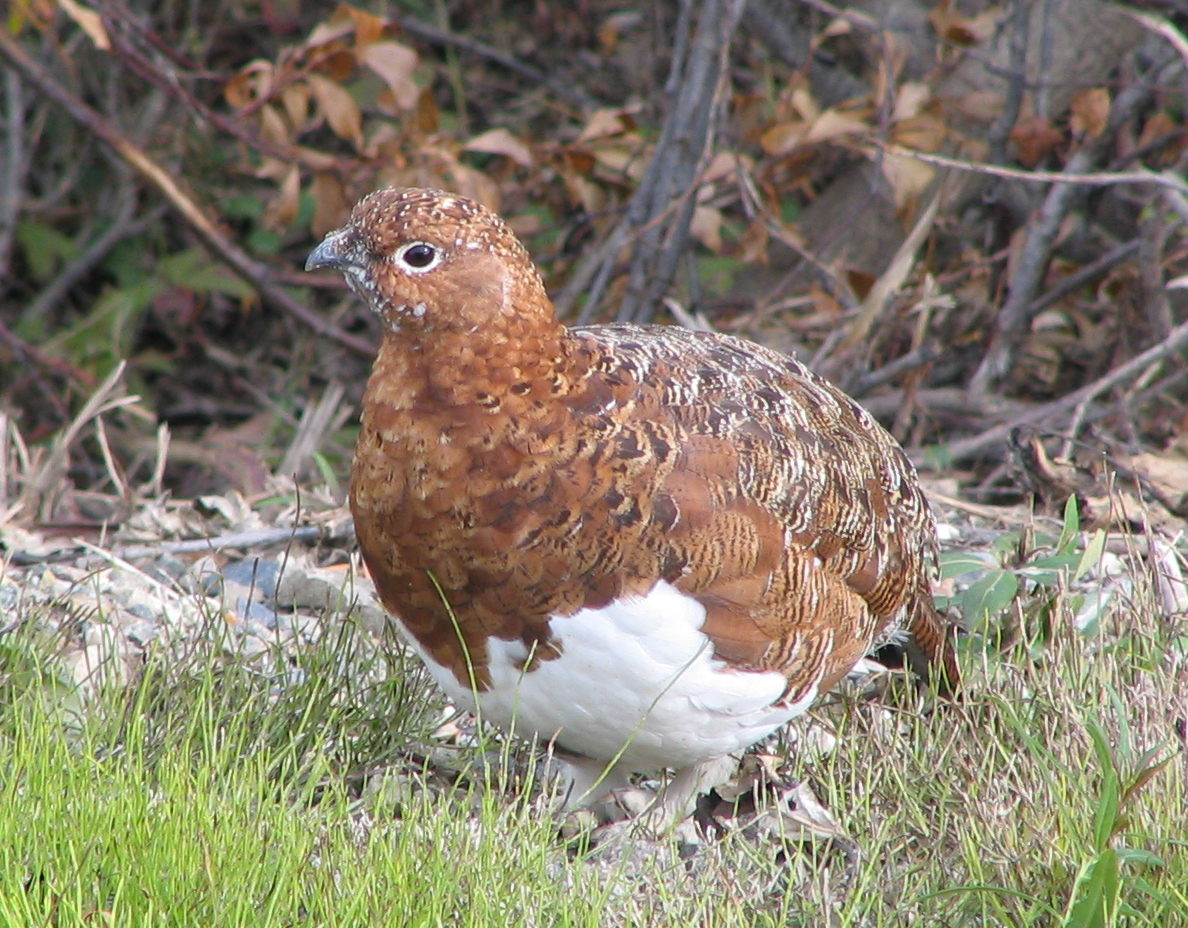
El urogallo gris de los bosques y la tundra del norte cambia de plumaje en invierno; las poblaciones británicas (urogallo rojo) no lo hacen.

Algunos animales del extremo norte, como la liebre americana y la liebre ártica, el zorro ártico, el armiño y la perdiz nival, cambian el color de su pelaje (mediante la muda y el crecimiento de nuevo pelaje o plumas) de marrón o gris en verano, que les sirve de camuflaje, a blanco en invierno; el zorro ártico es la única especie de la familia de los cánidos que lo hace. Sin embargo, las liebres árticas que viven en el extremo norte de Canadá, donde el verano es muy corto, permanecen blancas durante todo el año. Dado que estos animales, que viven en grupos muy separados, han evolucionado por separado, la similitud en la coloración se debe a la evolución convergente, partiendo de la premisa de que la selección natural favorece una coloración concreta en un entorno concreto.
El polifenismo estacional en el urogallo gris difiere entre las poblaciones escocesas y escandinavas. En Escocia, los urogallos tienen dos plumajes (reproductivo y no reproductivo), mientras que en Escandinavia hay un tercer plumaje, una morfología invernal blanca. La base genética de esto no se encuentra en el sistema de pigmentos de melanina, y probablemente se deba a cambios reguladores. El comportamiento de las hembras en muda en primavera depende del estado de su plumaje: tienden a sentarse en la nieve cuando son principalmente blancas, pero eligen el límite entre el suelo desnudo y la nieve cuando tienen más plumas oscuras. Parecen elegir el mejor compromiso entre el camuflaje y la calidad de los alimentos.
Los efectos del cambio climático pueden provocar un desajuste entre la coloración estacional del pelaje de los animales árticos, como las liebres americanas, y el paisaje cada vez más libre de nieve.
|  |

|  |

## Uso militar

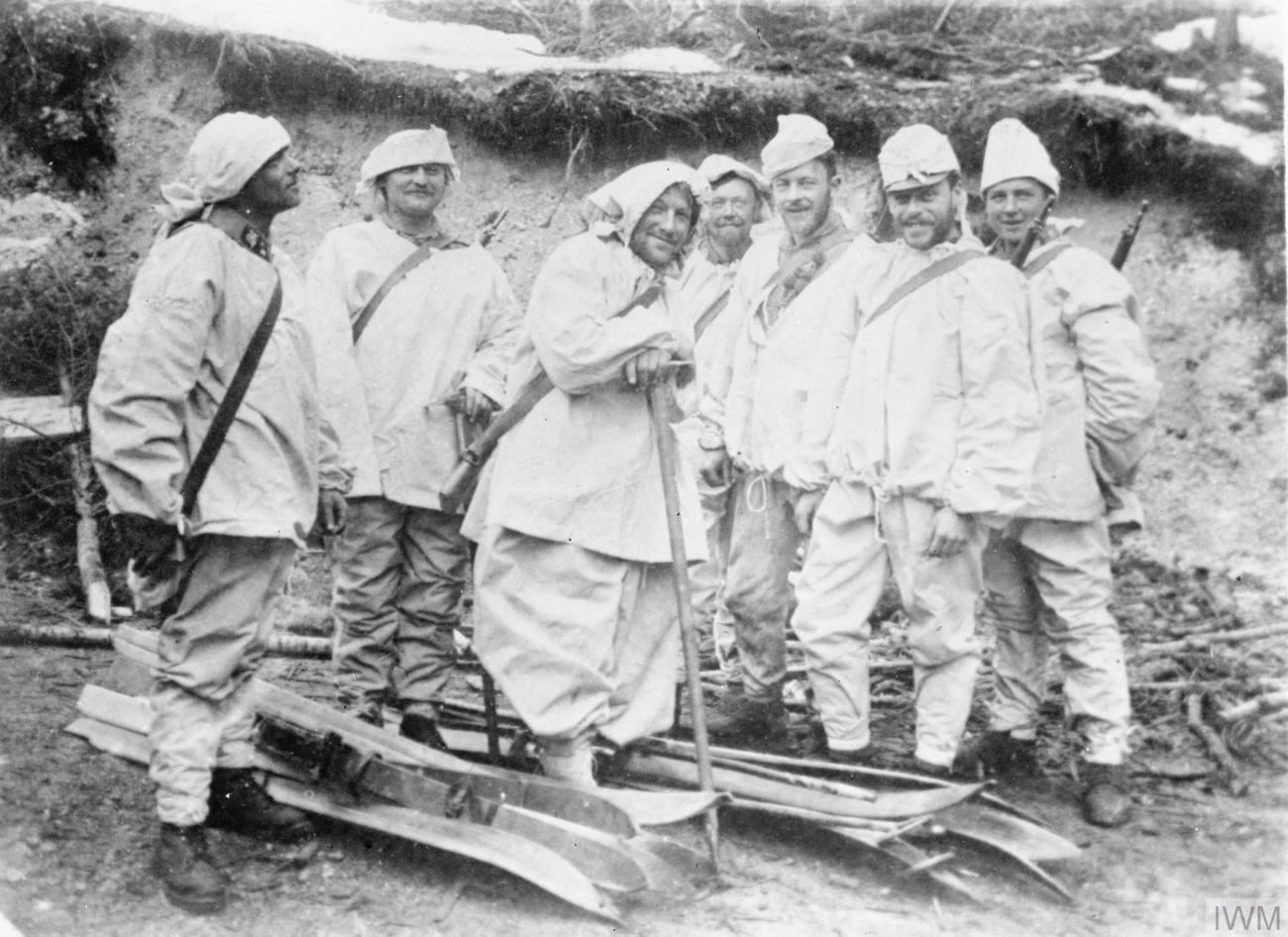
Patrulla de esquí austrohúngara en el frente italiano con camuflaje de nieve, 1915-1918.

El principio de variar la coloración con el cambio de estaciones tiene aplicaciones militares. 

### Primera Guerra Mundial
En la Primera Guerra Mundial, las posiciones de tiro y observación fueron pintadas a mano con patrones disruptivos por artistas conocidos como camufladores, y a veces variaban sus patrones según la estación. Los uniformes eran en su mayoría de un solo color, como el caqui británico, pero a medida que avanzaba la guerra, algunos ejércitos comenzaron a utilizar ropa de camuflaje para la nieve. Por ejemplo, las tropas austrohúngaras en el frente italiano utilizaban esquís y vestían blusones y pantalones de camuflaje para la nieve sobre sus uniformes, e improvisaban paños blancos sobre sus gorras de uniforme.

### Segunda Guerra Mundial
Varios ejércitos de los países del norte de Europa que participaron en la Segunda Guerra Mundial prefirieron uniformes de invierno separados en lugar de trajes impermeables. Las Waffen-SS fueron un paso más allá y desarrollaron uniformes reversibles con diseños separados para verano y otoño, así como trajes impermeables blancos para invierno. Otras unidades alemanas que luchaban en Europa del Este estaban al principio mal equipadas para el invierno, teniendo que conformarse con uniformes de verano normales, pero en el invierno de 1942 a 1943 comenzaron a llegar nuevos sobretrajes blancos de dos piezas con capucha y guantes largos. Las tropas estadounidenses en Europa en el invierno de 1944 a 1945 improvisaron capas para la nieve y cubiertas para cascos con tela blanca, como sábanas.
El Ejército Rojo publicó un informe titulado «Tendencias tácticas y técnicas, n.º 17» en enero de 1943 sobre el camuflaje de los tanques en invierno. En él se recomendaba utilizar pintura blanca de zinc o titanio para camuflar los tanques en terrenos llanos y abiertos, o bien un camuflaje invernal de dos colores para zonas con mayor variedad, como «bosques, matorrales, pequeños asentamientos y zonas de tierra descongelada». Los dos colores podían conseguirse dejando sin cubrir entre una cuarta parte y un tercio del camuflaje de verano del vehículo, o repintando todo el vehículo de blanco con manchas gris oscuro o marrón grisáceo. Se aconsejaba a las unidades que no pintaran todos sus vehículos de la misma manera, sino que algunos tanques fueran totalmente blancos, otros blancos con rayas verdes y otros blancos y grises o marrón grisáceos. El camuflaje de invierno no se limitaba a la pintura: había que borrar las huellas dejadas en la nieve, aparcar los vehículos a cubierto, cubrir los faros con tela blanca, construir refugios o cubrir los vehículos con tela blanca o tela oscura salpicada de nieve.
|  |

|  |

|  |

|  |

|  |

|  |

|  |

### Posguerra
Más adelante en el siglo XX, a medida que se generalizaron los uniformes con patrones disruptivos, se desarrollaron variantes invernales de patrones como el Flecktarn, sustituyendo el color de fondo (como el verde) por el blanco para formar un Schneetarn (patrón de camuflaje para la nieve). Las aeronaves desplegadas en invierno a veces se han camuflado con nieve, como los Sepecat Jaguars en maniobras en Noruega.
| Ejemplo                                                           | En verano | En invierno |  |
| ----------------------------------------------------------------- | --------- | ----------- |  |
| Flecktarn/Schneetarn patrones de camuflaje disruptivo             |           |             |  |
| Fuerzas Armadas de Finlandia patrones digitales de desierto/nieve |           |             |  |
| Royal Air Force Jaguar Esquemas de pintura de verano/invierno     |           | \| \|       |  |
| Traje de ghillie verano/invierno                                  |           |             |  |
|                                                                   |           |             |  |